# Blonde (album de Guesch Patti)
Pour les articles homonymes, voir blonde.
Albums de Guesch Patti
Gobe Dernières nouvelles
Blonde est le quatrième album studio de la chanteuse Guesch Patti édité en 1995 par le label XIII Bis Records.

## Liste des titres
1. Tabou (Lou / Lou - Dimitri Tikovoï)[1],[2] 3:41
2. Amnésie (Guesch Patti / Guesch Patti - Dimitri Tikovoï) 3:43
3. La marquise (Guesch Patti / Guesch Patti - Dimitri Tikovoï) 3:37
4. Interlude (Guesch Patti / Guesch Patti - Dimitri Tikovoï) 3:53
5. Ma réalité (Guesch Patti / Dimitri Tikovoï) 4:21
6. Blonde (Étienne Daho / Christophe Rose) 3:56
7. Tapis de laine (Guesch Patti / Guesch Patti - Dimitri Tikovoï) 5:37
8. Un peu... beaucoup (Françoise Hardy / Franck Langolff) 3:25
9. Doc (Lou / Franck Langolff) 7:13
10. La chinoise (Guesch Patti / Dimitri Tikovoï) 3:59
11. Jours étranges (Guesch Patti / Christophe Rose) 3:30

## Crédits
Programmation : Dimitri Tikovoï, Patrick Taïeb 

Basse : Jérôme Goldet, Dimitri Tikovoï 

Trompette : David Lewis 

Guitares : Matthieu Chedid, Olivier Guindon, Dimitri Tikovoï 

Inserts, tambours : Mitch 

Batterie : Philippe Draï 

Cordes : Vic Emerson 

Orgue : Boris Seznec 

Hammond B3, piano : Franck Jaccard 

Piano : Christophe Rose 

Chœurs : Julia Starr, Corinne Draï, Jeny, Slim Batteux 

Trompette, sax, grosse caisse, percussions, guitares acoustiques & électriques, accordéon, sifflet, violoncelles... : Oli le baron
Arrangements : Dimitri Tikovoï, Michel Olivier, Oli le baron 

Enregistré et mixé par Michel Olivier 

Enregistrement : Studio Oncle Sam 

Assistant : Charly Beutter 

Mixage : Studio Artistic Palace 

Assistant : Jean-Marie Paras 

Mastering : Bernie Grudman - L.A.

## Singles
- 1995 : La marquise
- 1995 :  Amnésie
- 1996 :  Blonde